# Hiperdoncja
Hiperdoncja, zwiększenie liczby zębów (łac. hyperdontia; z gr. νπερ – zbyt dużo, οδοντ – ząb, -ια; ang. hyperdontia) – zaburzenie rozwojowe polegające na obecności zębów nadliczbowych o nieprawidłowej budowie albo prawidłowo zbudowanych zębów dodatkowych.
W uzębieniu mlecznym hiperdoncję obserwuje się rzadko (0,3–1,8%), w uzębieniu stałym częściej (2–3,1%). Występuje częściej u mężczyzn niż u kobiet (2:1) i częściej dotyczy szczęki niż żuchwy (9:1).
Nadmierna liczba zębów może być:
- prawdziwa (hyperdontia vera),
- rzekoma – (pozorna) (hyperdontia spuria) – spowodowana przetrwaniem zęba mlecznego,
- trzecie ząbkowanie (dentitio tertia) – gdy po usunięciu zębów stałych wyrzynają się wcześniej zęby zatrzymane[1].

Najczęstsze formy nadliczbowych zębów to:
- mesiodens – ząb pośrodkowy, występujący w szczęce między siekaczami przyśrodkowymi,
- zęby zatrzonowe (dentes distomolares) – występują za trzecim zębem trzonowym lub po jego stronie językowej,
- zęby przytrzonowe (dentes paramolares) – położone policzkowo lub językowo między pierwszym a drugim lub drugim a trzecim zębem trzonowym.

Na ogół zwiększona liczba kilku zębów występuje symetrycznie.
Objawy tego zaburzenia rozwojowego wynikają najczęściej z zaburzenia funkcji stawu skroniowo-żuchwowego.
Hiperdoncja może stanowić część obrazu klinicznego zespołów wad wrodzonych, takich jak:
- dysplazja obojczykowo-czaszkowa,
- zespół Gardnera,
- zespół Crouzona,
- zespół Ehlersa-Danlosa,
- zespół LEOPARD[1],
- zespół ustno-nosowo-palcowy.